# Сергієнко Раїса Михайлівна
Раї́са Миха́йлівна Сергіє́нко (*13 липня 1925, Новоукраїнка, тепер Кіровоградської області — †20 березня 1987, Одеса) — українська співачка (лірико-драматичне сопрано). Народна артистка СРСР (1973). Народна артистка Української РСР (1960).
Закінчила 1951 Одеську консерваторію по класу співу С. І. Щавинської. Відтоді солістка Одеського театру опери й балету. Нагороджена орденом Знак Пошани та медалями.

## Спогади про Раїсу Михайлівну
«ХВИЛЮЮСЯ ПЕРЕД КОЖНИМ СПЕКТАКЛЕМ»
Так сказала одного разу народна артистка СРСР Раїса Михайлівна Сергієнко.
І було зрозуміло, що це хвилювання із, за постійного почуття відповідальності перед глядачем, постановниками вистави, насамперед перед собою.
Вона була по суті єдиною одеситкою, ушанованою найвищого звання, якого вже ніколи не буде — звання народної артистки СРСР. І хоча на сцені Одеського оперного співала ще одна солістка з таким званням, але Нінель Ткаченко була мінчанкою і в Одеському оперному працювала всього кілька років.
В кінці 1972 року Раїса Михайлівна одержала у зв'язку з присвоєнням високого звання вітальну телеграму від самої Катерини Фурцевої — міністра культури СРСР, у всіх відносинах дуже впливової в той час партійної номенклатури самого верхнього ярусу.
Лірико-драматичне сопрано Раїси Сергієнко відрізнялася незвичайною красою звучання, і на спектаклі з її участю інший раз не легко було потрапити.
Поміж своїх улюблених партій Раїса Михайлівна називала Чіо-Чіо-Сан, Аїду, Тугу в однойменних операх, Лізу в «Піковій дамі», Ярославну в «Князю Ігорю». Кожна з перерахованих — це своєрідний характер, по-своєму створений образ.
У дні декади українського мистецтва в Туркменістані в 1972 році одеситка Сергієнко була найяскравішою зіркою серед вокалістів України. А в Одесі за 20 років обдарована оперна співачка виконала понад 30 провідних партій, кожна з яких — це майстерно створений жіночий образ.
У Бухаресті вона співала провідні партії в операх «Аїда», «Пікова дама», «Чіо-Чіо-Сан», в Польщі, Чехословаччині та інших країнах виступала з сольними концертами і всюди завойовувала визнання справжніх шанувальників, знавців вокального мистецтва.
- Мені на все життя запам'ятався перший вихід на оперну сцену, — розповідала Раїса Михайлівна з трепетом навіть через багато років, — але й тепер не можу позбутися хвилювання. Тоді, після консерваторії, це було хвилювання напередодні дебюту, тепер, щоб виправдати високе звання, визнання глядачів. І завжди пам'ятаю поради, настанови мого першого і єдиного в житті педагога, Софії Гнатівни Щавинської.
Розповідала також, що багато чому навчилася у батька Михайла Івановича, який працював на залізничній станції Новоукраїнка, Кіровоградської області і до похилого віку керував художньою самодіяльністю в залізничному клубі, залишаючись солістом місцевого ансамблю. Чудовий мелодійний голос був і у матері, Марії Станіславівни.
Вони з дитинства прищепили Раїсі любов до музики, а вперше вона виступала перед глядачами на шкільній сцені: співала українські народні пісні, які з задоволенням слухали і однокласники, і вчителі, а інший раз на шкільні концерти приходили й багато батьків.
Зі шкільної лави була нерозлучна з Веніаміном Стратоновим, який і став її вірним другом до кінця життя. У 1970-му вони святкували срібне весілля, а син Валерій до того часу вже був інженером з дипломом політехнічного інституту, і так, як вихований в музичній сім'ї, чудово грав на роялі, який був «повноправним членом сім'ї», а можливо, навіть самим головним.
Окрім творчої діяльності Раїса Михайлівна брала активну участь у громадській роботі. Бувши неодноразово обраною депутатом районної, міської, обласної рад, вона багато вільного часу віддавала депутатській роботі. Доброзичлива по натурі, вона допомагала людям у найбільш складних для них ситуаціях.

## Основні партії
- Ярославна («Князь Ігор» Олександра Бородіна).
- Ліза («Пікова дама» Петра Чайковського).
- Аїда (однойменна опера Джузеппе Верді).
- Наташа («Русалка» Олександра Даргомижського).
- Параска («В степах України» Оскара Сандлера).
- Галя («Назар Стодоля» Костянтина Данькевича).
- Одарка («Запорожець за Дунаєм» Семена Гулака-Артемовського).
- Наталка («Наталка Полтавка» Миколи Лисенка).
- Марія («Мазепа» Петра Чайковського).
- Мар'яна («Арсенал» Георгія Майбороди).